# Arnoldus Johannes Petrus van den Broek

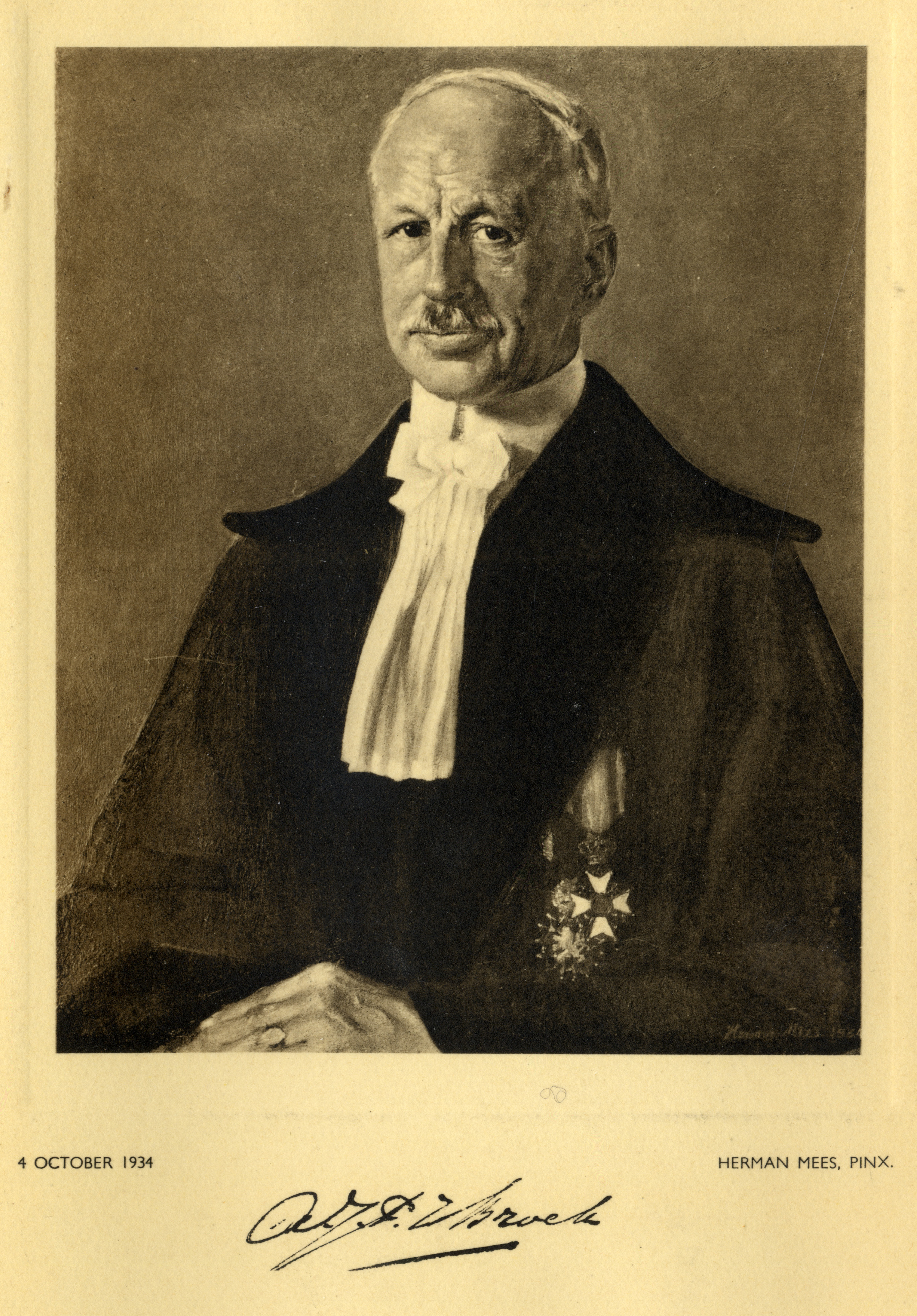
Arnoldus Johannes Petrus van den Broek

Arnoldus Johannes Petrus van den Broek (* 27. Oktober 1877 in Haarlem; † 18. Februar 1961 in Utrecht) war ein niederländischer Anatom.

## Leben
Arnoldus Johannes Petrus war Sohn des Cornelis Jan van den Broek (* 21. Dezember 1842 in Utrecht; † 23. Mai 1905 in Haarlem) und dessen Frau Anna Maria Catharina Boogaert (* 6. Mai 1849 in Ovezande; † 2. Oktober 1925 in Den Haag). Nach dem Besuch der höheren Bürgerschule in seiner Geburtsstadt begann er im Alter von siebzehn Jahren 1895 ein Studium der Medizin an der Universität von Amsterdam. Hier wurde Louis Bolk sein prägender Lehrer. Er bestand 1898 sein Arztexamen und wurde am 14. Juni 1902 zum Arzt ernannt. Danach arbeitete er als Prosector für Anatomie in Amsterdam. Als solcher verfasste er mehrere Publikationen auf anatomischem und ontogenetischem Gebiet. 1905 wurde er Dozent für Anatomie in Amsterdam und am 5. August 1909 zum Professor der Anatomie an der Universität Utrecht berufen, welche Aufgabe er am 4. Oktober 1909 mit der Einführungsrede Over korrelaties in het dierlijk organisme (deutsch: Über Korrelation im tierischen Körper) antrat. Als solcher machte er sich vor allem einen Namen durch seine anthropologischen Untersuchungen von Bevölkerungsteilen der Niederlande.

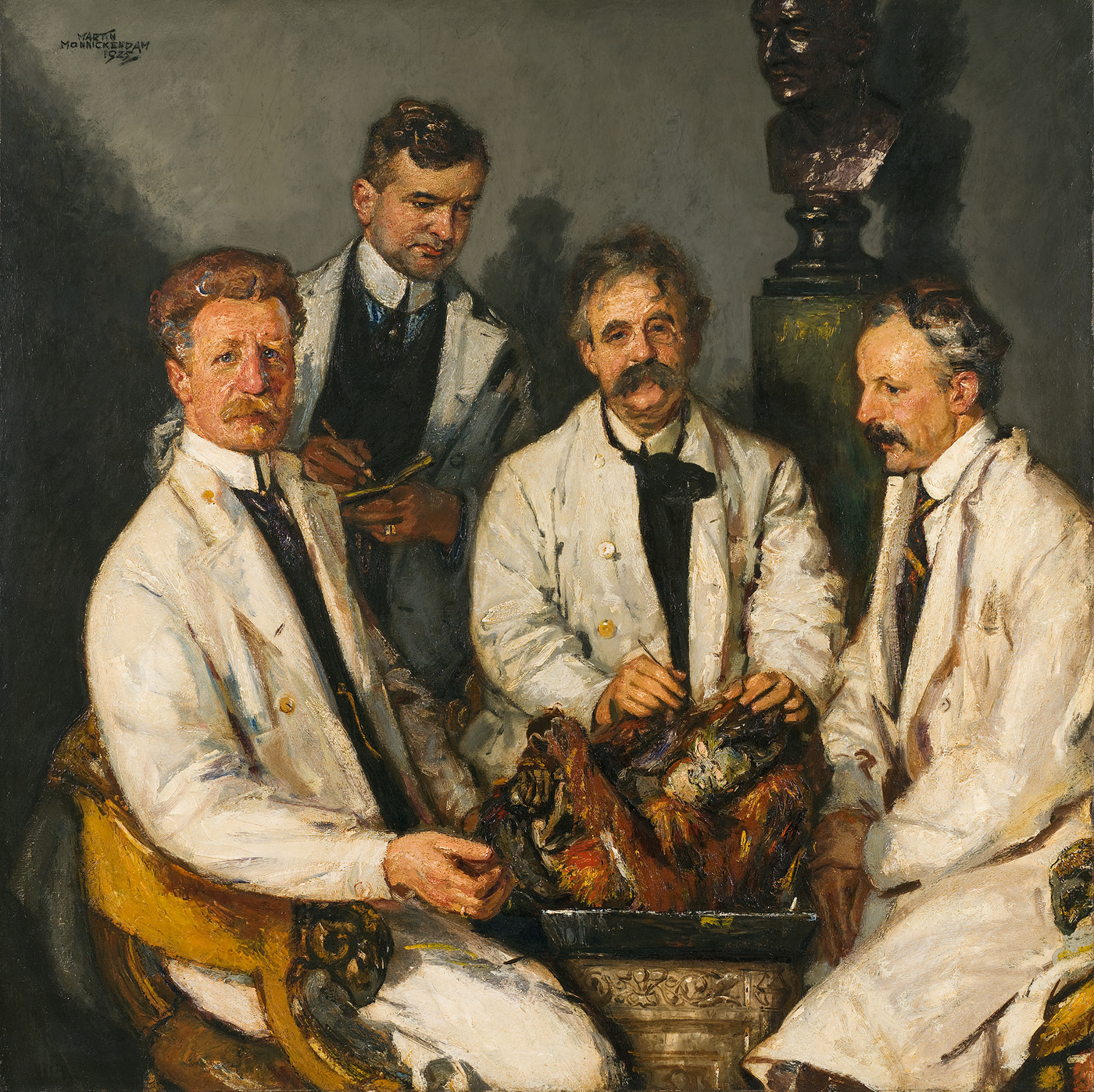
Anatomiestunde, links sitzend Jan Boeke, Mitte Louis Bolk und rechts Arnoldus Johannes Petrus van den Broek. Links steht Johannes Antonius James Barge, Werk (1925) von Martin Monnickendam

Er verfasste auch eine Vielzahl von Lehrbüchern auf dem Gebiet der Anatomie und schrieb auch Arbeiten, die im deutschen Sprachraum erschienen. Broek war zwei Mal Vorsitzender der provinziellen Utrechtschen Gesellschaft der Künste und Wissenschaften (ndl.: Provinciaal Utrechts Genootschap van Kunsten en Wetenschappen), Mitglied der Vereinigung der Anatomen und Mitglied des niederländischen nationalen Büros für Anthropologie (ndl.: Nederlandsch Nationaal Bureau voor Anthropologie). Am 8. Januar 1924 erhielt er die Ehrendoktorwürde der Universität von Amsterdam, man wählte ihn im Akademiejahr 1923/24 zum Rektor der Utrechter Alma Mater, wozu er am 26. März 1924 die Rektoratsrede De normale gestalte van den mensch (deutsch: Die normale Form des Menschen) hielt. Zudem ernannte man ihn 1932 zum Ritter des Ordens vom niederländischen Löwen und im selben Jahr, aufgrund seiner Verdienste um die Identifizierung der Gebeine von Johann Amos Comenius, zum Ritter des Ordens vom weißen Löwen der Tschechoslowakei. Am 20. September 1948 wurde er aus seiner Professur emeritiert und hielt am 7. Oktober seine Abschiedsrede, welche das Thema Over de rijkdom van het menselijk organisme (deutsch: Über den Reichtum des menschlichen Organismus) behandelte.

## Familie
Broek verheiratete sich am 14. Dezember 1911 in Utrecht mit Mary Wilhelmina Henriette Dekhuijzen (* 31. Mai 1890 in Leiden; † 5. Oktober 1974 in Utrecht), die Tochter des Arztes Marinus Cornelis Dekhuijzen (* 7. Mai 1859 in Rotterdam; † 10. Oktober 1924 Utrecht) und der Alida Heiltje Gerarda Peter (* 11. November 1858 in Rotterdam; † 18. März 1920 in Utrecht). Aus der Ehe stammen eine Tochter und zwei Söhne. Von den Kindern kennt man:
- Ada Mary Anna van den Broek (* 9. Oktober 1913 Utrecht; † 3. Juni 2002 in Wassenaar; Grafikerin) verh. 12. Februar 1944 in Utrecht mit Edzard van Haersma Buma (* 29. August 1910 in Den Haag; † 16. September 1997 in Wassenaar)
- A. M. C. van den Broek (* 9. Oktober 1913 Utrecht; † 21. Februar 1980 in Enschede)
- Willem Richard Gerard van den Broek (* 28. August 1915 in Utrecht; † 14. März 1988 in Nuenen) verh. J. M. Westendorp

## Werke (Auswahl)
- Studien over geslachtsorganen der buideldieren. 1903-1905
- Opera omnia. 1904-1943
- Enkele beschouwingen omtrent het probleem der verwantschap van den mensch tot de zoogdieren. Amsterdam 1905
- Sympathicus-studie. 1908-1909
- Over korrelaties in het dierlijk organisme. Utrecht 1909
- Anthropologie N. Guinea 1912-1914
- Ueber Pygmäen in Niederländisch-Süd-Neu-Guinea. In: Zeitschrift für Ethnologie. Jg. 45, 1913, S. 23–49.
- Studien zur Morphologie des Primatenbeckens. Leipzig 1914
- Untersuchungen an Schädeln aus Niederländisch-Süd-West-Neu-Guinea. In: Nova Guinea. Jg. 7, 1915, S. 163–232.
- Das Skelett eines Pesechem. In: Nova Guinea. Jg. 7, Buch 3, 1918, S. 233–276
- Kin en spraak. In: Nederlands tijdschrift voor geneeskunde. 1918
- Het natuuronderzoek van Leonardo da Vinci. Utrecht 1919
- De levensklok. Utrecht, 1921
- Ontwikkelingsgeschiedenis van den mensch. Haarlem 1921; 1948
- Leerboek der beschrijvende ontleedkunde van de mens. Utrecht 1921; 1925; 1930; 1935; 1942; 1947; 1947; 1954;  (mit Jan Broeke und Johannes Antonius James Barge)
- De normale gestalte van den mensch. Utrecht 1924
- Praehistorie van den mensch, naar een reeks voordrachten gehouden in het genootschap ’Diligentia’ te ’s-Gravenhage, 1926. Den Haag 1926
- Over recente vondsten van menschelijke fossielen en hunne beteekenis  naar een voordracht. Haarlem 1933
- Leerboek der topographische ontleedkunde van den mensch. Utrecht 1932; 1948
- Leerboek der bijzondere ontleedkunde voor tandartsen. Utrecht 1933; 1946
- Over het ontstaan van spraak en schrift. Haarlem, 1934
- Harnorgane. Berlin 1935
- Oudste geschiedenis van den mensch. Utrecht, 1936
- Exostosen aan den menschelijken schedel. Haarlem 1941
- Pithecanthropus erectus en de eerste verbreiding der menschheid, naar aanleiding van een aantal nieuwe vondsten. Haarlem 1942
- Leerboek der algemene ontleedkunde voor tandartsen. Utrecht. 1944; 1950
- Leerboek der ontleedkunde voor studerenden in heilgymnastiek, massage en lichamelijke opvoeding. Utrecht 1944; 1950 (mit J. Auer)
- De dageraad der menschheid. Utrecht 1947, 1950
- Over de rijkdom van het menselijk organisme. Utrecht 1948